# St. Oswald (Rossach)
Die evangelisch-lutherische Filialkirche St. Oswald in Rossach, einem Gemeindeteil von Großheirath im Landkreis Coburg, wurde erstmals 1338 genannt.

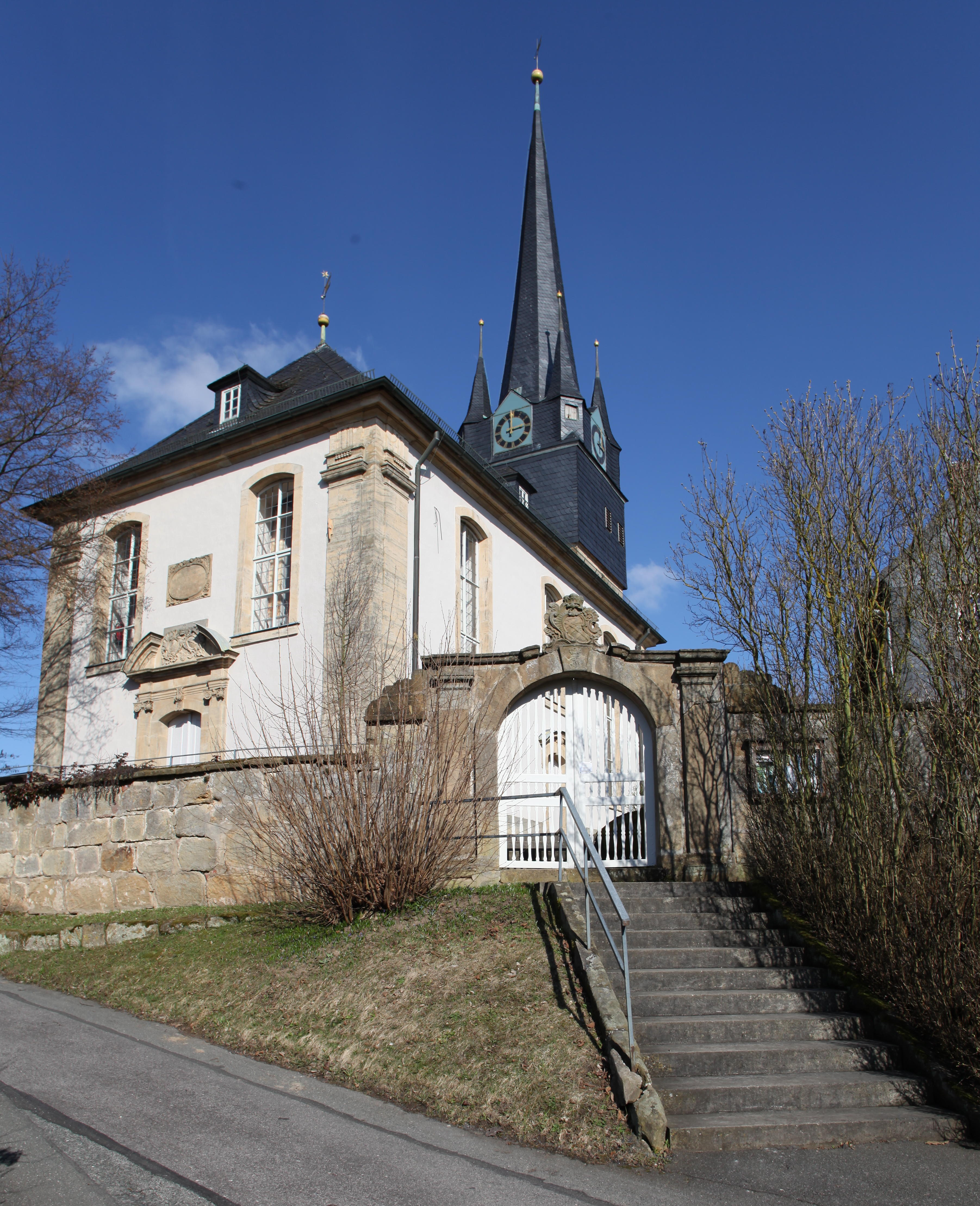
St. Oswald in Rossach

## Geschichte
Eine Filialkirche von Altenbanz in Rossach, die auf den heiligen Oswald geweiht war, wurde erstmals in einer zu Avignon am 10. Mai 1338 von zehn Weihbischöfen ausgestellten und von Papst Benedikt XII. bestätigten Ablassurkunde genannt. Ein Gotteshaus hat wohl schon im 13. Jahrhundert bestanden.
In den 1520er Jahren wurde die Reformation eingeführt. Es folgte im Frühjahr 1529 die erste protestantische kursächsische Kirchenvisitation und danach wurde Rossach vom Untersiemauer Pfarrer betreut. Nach der zweiten Kirchenvisitation im Jahr 1535 wurde dem Pfarrer von Gleußen aufgrund seines geringen Gehalts zusätzlich Rossach zugewiesen. Am 6. August 1540 wurde Rossach dann dem Kirchensprengel der neu errichteten Pfarrei in Scherneck zugeordnet. Ende 1878 erfolgte schließlich die Umpfarrung in die 1652 gegründete Pfarrei Großheirath.
Baumaßnahmen erfolgten im 15. Jahrhundert, 1608 wurde der Kirchturm saniert. Damals war es eine Wehrkirche mit Graben und Mauer sowie einem mächtigen Turm. Von 1702 bis 1703 führte die Gemeinde größere Baumaßnahmen mit einer neuen Innengestaltung durch. Im Jahr 1756 ließ die Gemeinde ein neues, größeres Langhaus durch den Hofmaurer Meister Johann Georg Heinrich König und den Hofzimmermann Meister Johann Adam Deumler errichten. Der Turm blieb weitgehend unverändert. Der spitzbogige Chorbogen im Turm wurde zugemauert und der Altarraum des Chores wurde zur Sakristei. In die neue Wand wurde eine Kanzel eingelassen. Am 14. Juli 1756 erfolgte die Grundsteinlegung, Mitte Oktober 1756 wurde das Kirchendach aufgerichtet. Fehlende finanzielle Mittel verzögerten die Fertigstellung bis 1760. Die feierliche Einweihung erfolgte in Anwesenheit des Landesherrn Herzog Franz Josias am 10. Juni 1760.
1822 wurde die Kirche erstmals renoviert und der Innenraum weiß gestaltet. 1872 folgte eine Sanierung des Mauerwerks und 1900 eine farbige Ausmalung durch den Coburger Kunstmaler Wang Decke. Weitere Renovierungsmaßnahmen führte die Kirchengemeinde 1962 und 2010 durch.

## Baubeschreibung

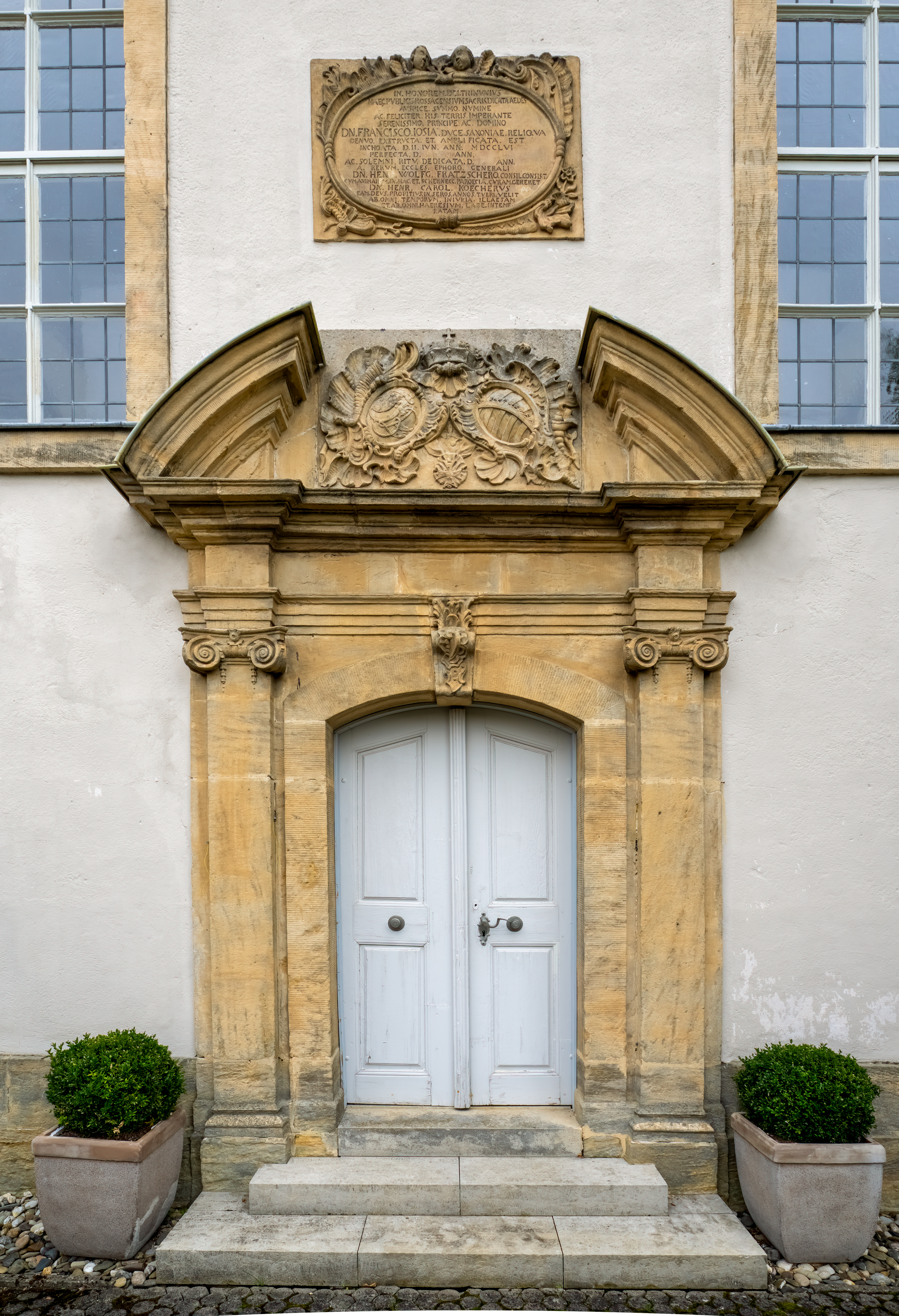
Westportal

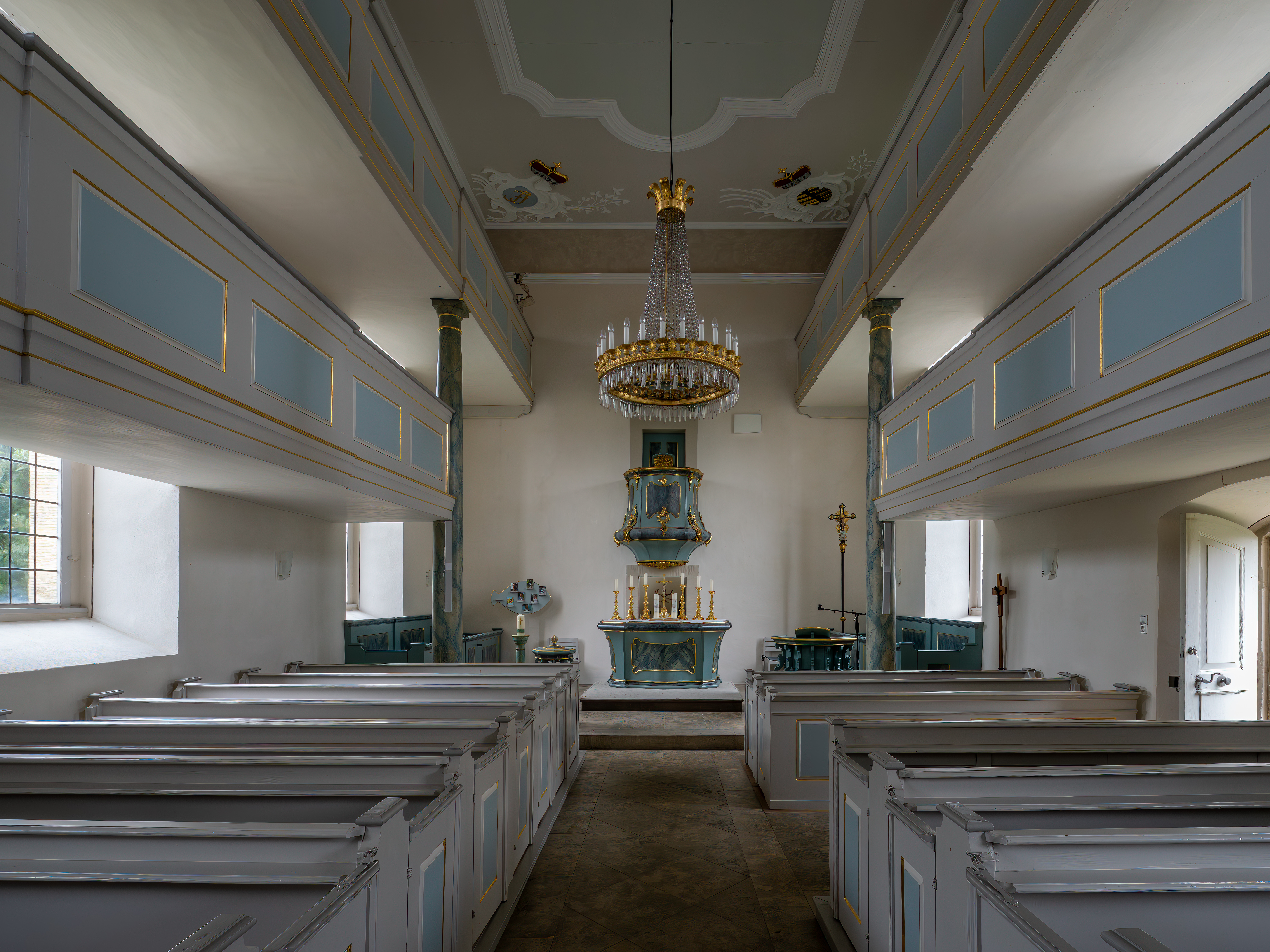
Kanzelaltar

Die spätmittelalterliche Chorturmkirche prägt mit ihrem hohen Turm das Ortsbild. Sie steht inmitten alter Häuser am Hang und an der Straße nach dem zwei Kilometer entfernten Altenbanz und ist von einer Kirchhofmauer umgeben.
Im Sockelgeschoss des Kirchturmes, ein Quaderbau, befindet sich ein eingezogener 3,4 Meter breiter und 3,3 Meter langer Turmchor, den ein rippenloses Kreuzgewölbe überspannt. Korbbogenfenster haben die Süd- und die Ostseite. Darüber befinden sich zwei massive Turmgeschosse mit schmalen rechteckigen Öffnungen. Das dritte Obergeschoss ist eine verschieferte Fachwerkkonstruktion mit rechteckigen Schallöffnungen. Darauf steht ein hoher, verschieferter, achtseitiger Spitzhelm. In den vier Ecken sind kleine Scharwachttürme mit Spitzhelmen angeordnet.
Das Langhaus der Saalkirche ist in Anlehnung an den Markgrafenstil gestaltet. Es hat zwei Achsen mit Flachbogenfenstern mit Steinfassungen in der westlichen Querseite und drei an den beiden Längsseiten. Unter dem mittleren Fenster der Südseite ist eine Flachbogentür mit Schlusssteinkonsole und Gebälk vorhanden. In der Westfassade befindet sich der Haupteingang mit ionischen Pilastern, Gebälk und gebrochenem Flachbogengiebel, darin eine Rokoko-Kartusche gefüllt mit zwei Schildern die das sächsische Rautenkranzwappen und die Initialen des Herzogs Franz Josias (FJ). Zwischen den beiden über der Tür angeordneten Fenstern hängt ein Schild von 1760 mit einer lateinischen Bauinschrift mit den Namen der am Neubau Mitwirkenden Franz Josias und die Pfarrer Kern (Generalephorus), Fratscher (Konsistorialrat) und Köcher (Gemeindepfarrer von Scherneck und Rossach). Außerdem steht der Satz: „Gott wolle gnädiglich bis ins späteste Jahr diesen Tempel schützen, von aller Unbill der Zeiten unverletzt und von allem verderblichen Einfluss fremder Lehre strengstens reinerhalten“. Dorische Pilaster verzieren die Ecken des Langhauses. Das ziegelgedeckte Satteldach ist auf der Westseite abgewalmt.
Den Innenraum überspannt eine Stuckdecke mit leichten Verzierungen und in den Ecken Malereien abwechselnd mit den Initialen von Franz Josias oder dem Rautenkranzwappen unter der Krone. Eine hölzerne Empore mit einfach vertäfelten Brüstungen und dorischen Säulen, zweigeschossig an den Längsseiten und eingeschossig an der Querseite, prägt den Raum. Der Kanzelaltar ist mit der Kanzel ein Schnitzwerk des Coburger Künstlers Johann Eusebius Kaufmann.

## Glocken
Anfang des vergangenen Jahrhunderts befanden sich im Kirchturm drei Glocken. Die größte hatte einen Durchmesser von 102 Zentimeter und war 1742 in Coburg bei Johann Andreas Mayer gegossen worden. Die mittlere Glocke mit 80 Zentimeter Durchmesser stammte aus dem Anfang des 16. Jahrhunderts. Die kleinste Glocke mit 62 Zentimeter Durchmesser goss 1811 Albrecht in Coburg.
Im Ersten Weltkrieg mussten die Glocken abgenommen werden. 1923 wurden neue gusseiserne Glocken aufgehängt. 2006 erhielt die Kirche drei neue Bronzeglocken und die alten Glocken wurden beim Ehrenmal des Ortes aufgestellt.

## Orgel
Schon im Jahr 1687 stand in der Kirche eine Orgel. 1756 stellte der Coburger Orgelbauer Wolf Heinrich Daum eine neue Orgel mit 11 Registern auf einem Manual und Pedal auf. 1785 und 1823 reparierte sie Johann Andreas Hofmann aus Hofmann. Ein zweites Manual und zwei weiteres Register fügte 1862 Christoph Hofmann mit seinen Söhnen für 255 Gulden zu. Um 1963 wurde das Instrument durch Einbau einer Röhrenpneumatik an Stelle der alten Mechanik umgebaut. Die Orgel hat 17 Register auf zwei Manualen und Pedal.
Die Orgel steht auf der Westempore und hat ein großes Gehäuse. Der Orgelprospekt besteht aus fünf Teilen, einem Rundturm in der Mitte, begleitet von je zwei übereinander stehenden Konkavfeldern gleicher Höhe, an den Seiten eingerahmt von etwas niedrigeren Rundtürmen. Er ist durch farbig gefasstes Rokoko-Schnitzwerk verziert.